# علم النفس الكمي
علم النفس الكمي هو أحد فروع علم النفس التي يهتم بالنمذجة الرياضية وتصميم البحث ومنهجية التحليل الإحصائي للعمليات النفسية للإنسان أو الحيوان. يقوم علماء النفس الكي بتطوير وتحليل طائفة واسعة من الأساليب البحثية، بما في ذلك القياس النفسي.
ساهم علماء النفس طويلاً في التحاليل الإحصائية والرياضية، وأصبح علم النفس الكمي الآن تخصصاً معترفاً به من قبل جمعية علم النفس الأمريكية. تُمنح درجة الدكتوراه في هذا المجال في عدد من الجامعات في أوروبا وأمريكا الشمالية، وأصبح الطلب على النفسيين الكميين مرتفعاً  في مجالات الصناعة والحكومة والأوساط الأكاديمية، ويوفر التدريب في كل من العلوم الاجتماعية والمنهجية الكمية مهارة خاصة لحل المشكلات النظرية والتطبيقية في مختلف المجالات.

## التاريخ

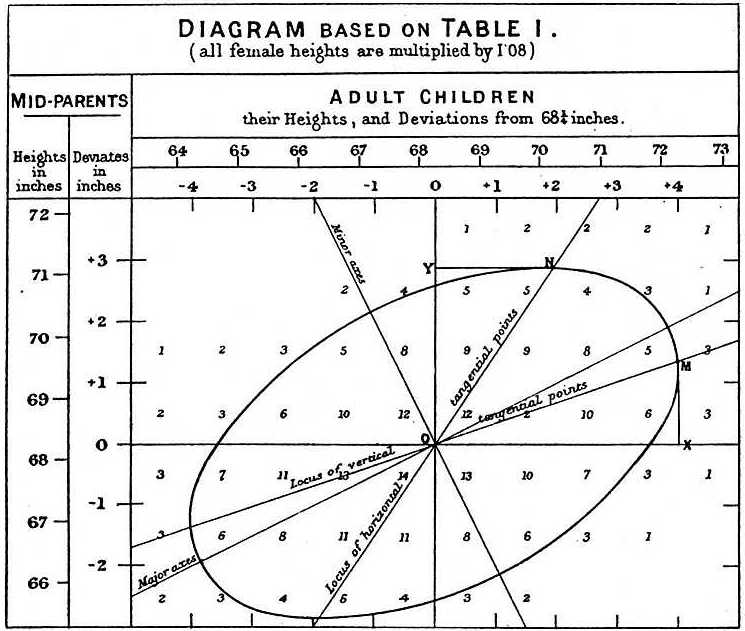
مخطط الارتباط الرسم البياني لفرانسيس جالتون، 1875.

تعود جذور علم النفس الكمي إلى بدايات علم النفس التجريبي عندما في تم تطبيق المنهج العلمي لأول مرة منهجياً على الظواهر النفسية في القرن 19، واشتمل ذلك إسهامات بارزة مثل دراسات ويبر للحساسية اللمسية (1930)  وتطوير فخنر واستخدام الأساليب الفيسيو-نفسية (1850-1860)  وأبحاث هيلمهولتز البحث على الرؤية والسمع بُعيّد عام 1850. يُطلق على فيلهلم فونت غالباً لقب «مؤسس علم النفس التجريبي»؛ حيث أطلق على نفسه مسمى طبيب نفساني وافتتح مختبراً نفسياً عام 1879 أتى إليه العديد من الباحثين للدراسة. ساعدت هذه الأعمال وغيرها في دحض مزاعم بعض المنظرين كمانوئيل كانط بأن علم النفس لا يمكن أن يصبح علماً لأن التجارب الدقيقة على العقل البشري كانت مستحيلة.

### اختبار الذكاء
كان اختبار الذكاء لمدة طويلة فرعاً هاماً من فروع علم النفس الكمي، ففي القرن التاسع عشر كان الإحصائي وأحد رواد القياس النفسي فرانسيس غالتون أول من ابتكر اختباراً معيارياً للذكاء، وكان هذا من بين أولى المحاولات لتطبيق الأساليب الإحصائية لدراسة الاختلافات البشرية وموروثاتها، وانتهى إلى الاعتقاد بأن الذكاء يُحدد إلى حد كبير عن طريق الوراثة، كما افترض أن عوامل أخرى مثل سرعة ردود الفعل والعضلات والقوة وحجم الرأس مرتبطة بالذكاء. في عام 1882 أنشأ أول مركز للاختبارات العقلية في العالم، وفي العام التالي نشر ملاحظاته ونظرياته بعنوان «تساؤلات في ملكة الإنسان العقلية وتطورها».

### الأساليب الإحصائية

علامات الذكاء بتمثيل التوزيع الاحتمالي الطبيعي.

تُعتبر الأساليب الإحصائية أكثر الأدوات الكمية استخداماً من قبل علماء الأخصائيين النفسيين فقدم بيرسون معامل الارتباط واختبار مربع كاي  كما شهدت الفترة بين عامي على 1900-1920 اختبار-تي للطالب (طالب، 1908) وتحليل التباين (فيشر، 1925) ومعامل الارتباط اللاإحداثي (سبيرمان، 1904)، وابتُكر عدد كبير من الاختبارات في النصف الأخير من القرن 20 (على سبيل المثال جميع الاختبارات متعددة التغيرات). تُعتبر التقنيات الشائعة مثل النموذج الهرمي الخطي من قِبل كارولين أرنولد في 1992 ونمذجة المعادلات الهيكلية من قبل باربرا بيرن في 1996 وتحليل المكونات المستقلة من قبل آبو هيفارينن  ويوها كارهونين وإركي أويا في 2001 أيضاً حديثة نسبياً.
في عام 1946، قام عالم النفس ستانلي سميث ستيفنز بتنظيم مستويات القياس في 4 جداول: الاسمي والترتيبي والنسبي والفترة في ورقة التي لا تزال في كثير من الأحيان محل استشهاد، وقام يعقوب كوهين  أستاذ علم النفس بجامعة نيويورك بتحليل الأساليب الكمية بما في ذلك القوة الإحصائية وحجم الأثر الذي ساعد على وضع الأسس الإحصائية الحالية للتحليل التلوي وأساليب تقدير الإحصاءات.
في عام 1990  نُشرت ورقة بحثية بعنوان «تدريب الخريجين على الإحصاءات والمنهجية القياس في علم النفس» في مجلة  النفساني الأمريكي. ناقشت هذه المقالة الحاجة إلى التدريب المتزايد والحديث على الأساليب الكمية في علم النفس في برامج الدراسات العليا في الولايات المتحدة.

### انتقادات
كانت هناك انتقادات[مِن قِبَل مَن؟]
```
حول استخدام الأساليب الكمية في البحوث النفسية. والجدير بالذكر أن الأستاذ جويل ميتشيل من 
جامعة سيدني
 قد كتب على نطاق واسع على استخدام وسوء استخدام تقنيات القياس النفسي.
[
بحاجة لمصدر
]
```

## التعليم والتدريب

### المرحلة الجامعية
يمكن أن يبدأ التدريب على علم النفس الكمي بشكل غير رسمي في المستوى الجامعي، وتوصي العديد من المدارس العليا طلابها ببعض الدورات الدراسية في علم النفس إتمام التسلسل الكامل في التفاضل والتكامل (بما في ذلك حساب التفاضل والتكامل متعدد المتغيرات) ودورة في الجبر الخطي، وتُعتبر الدورات الدراسية الكمية في مجالات أخرى مثل دورات الاقتصاد وطرق البحث والإحصاء في تخصصات علم النفس مفيدة أيضاً، ولكن تاريخياً تم قبول الطلاب دون كل هذه الدورات إذا كانت استمارات التحاقهم تظهر جوانب واعدة أخرى. تعرض بعض المدارس أيضاً مساقات ثانوية رسمية في مجالات ذات صلة بعلم النفس الكمي، فعلى سبيل المثال تقدم جامعة كانساس مساقاً ثانوياً في «منهجية العلوم الاجتماعية والسلوكية» الذي يوفر تدريباً متقدماً على منهجية البحث وتطبيق تحليل البيانات  والخبرة العملية البحثية ذات الصلة بعلم النفس الكمي. تعتبر كذلك الدورات الدراسية في علوم الحاسوب مفيدة، فالتمكن من البرمجة الشيئية أو تعلم كتابة التعليمات البرمجية في إس.بي.إس.إس أو آر مفيد لهذا النوع من تحليل البيانات التي أجريت في معاهد الدراسات العليا.

### الدراسات العليا

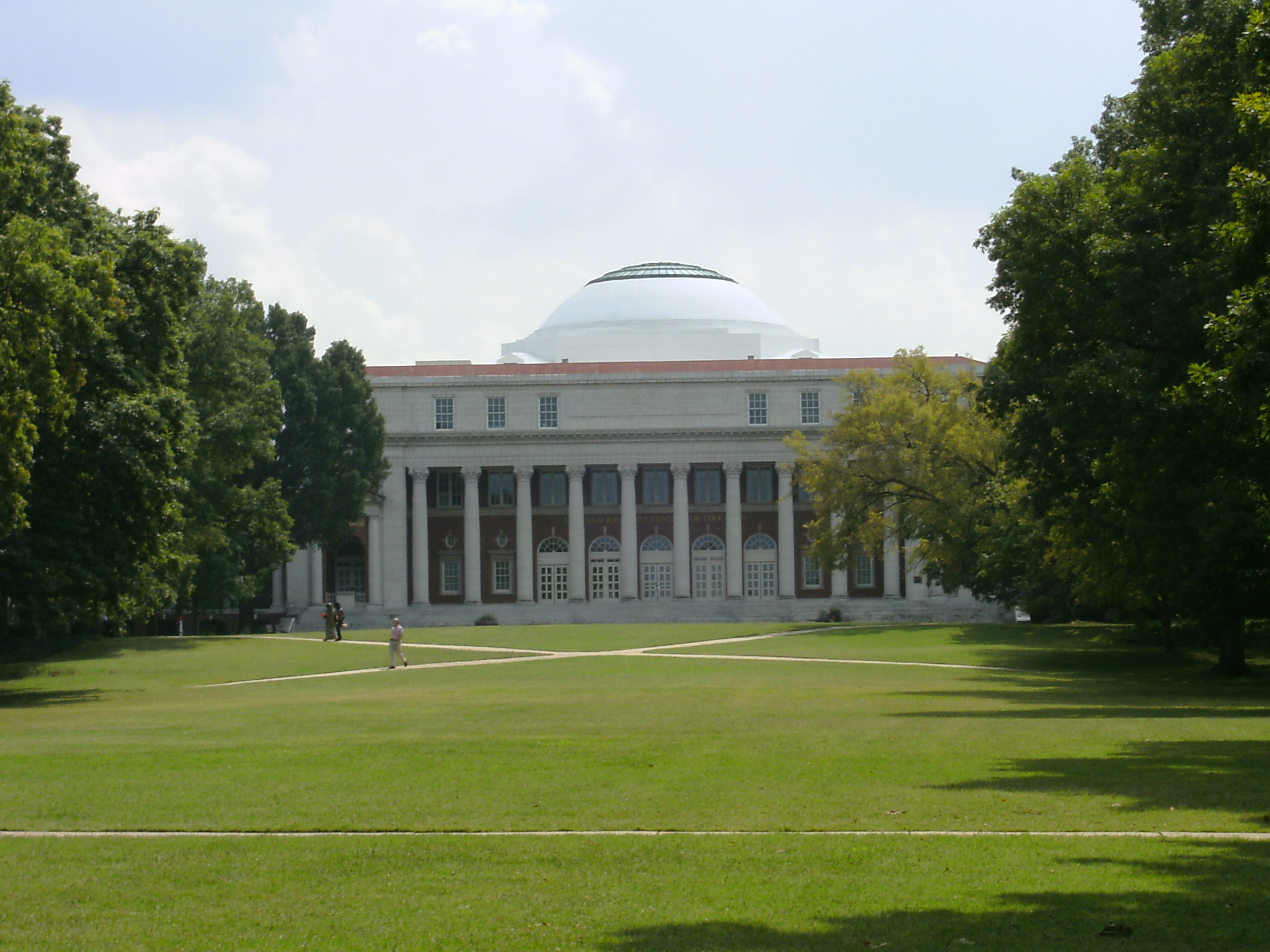
بيبودي الكلية (في الصورة) في جامعة فاندربيلت المنازل الأساليب الكمية البرنامج.

يمكن أن يُمنح النفساويون الكميون درجة الدكتوراه أو درجة الماجستير، والبرامج التي تركز بشكل خاص على البحث التربوي والقياس النفسي غالباً ما تكون جزءاً من أقسام التعليم أو علم النفس التربوي. هذه البرامج قد تختلف أسماء الإشارة إليها مثل «مناهج البحث» أو «الأساليب الكمية»، على سبيل المثال رسالة الدكتوراه بعنوان «منهجية البحث والتقييم» من جامعة فلوريدا أو «الأساليب الكمية» من جامعة بنسلفانيا، ومع ذلك فإن بعض الجامعات قد تفصل هذه البرامج البرامج في كليتي. على سبيل المثال جامعة واشنطن لديها  درجة الماجستير في «علم النفس الكمي» في قسم علم النفس المنفصلة عن درجة الدكتوراه في «القياس والإحصاء» في كلية التربية.
تقبل برامج الدكتوراه  الطلاب الحاصلين درجة البكالوريوس فقط، على الرغم من أن بعض المعاهد قد تتطلب درجة الماجستير قبل القبول. بعد أول سنتين من الدراسات العليا يُمنح الطلاب عادة درجة الماجستير في علم النفس أو ماجستير العلوم في الإحصاء أو الإحصاء التطبيقي أو كليهما.
تُعتبر الشركات التي تنتج الاختبارات القياسية مثل كوليدج بورد أو خدمة الاختبارات التعليمية أو اختبار الكلية الأمريكية من أكبر موظفي القطاع الخاص للنفساويين الكميين، هذه الشركات أيضاً توفر في كثير من الأحيان التدريب العملي للطلاب في كليات الدراسات العليا.

#### نقص المتقدمين المؤهلين
في أغسطس 2005، أعربت جمعية علم النفس الأمريكية عن الحاجة إلى مزيد من النفساويين الكميين في الصناعة، فكل درجة دكتوراه ممنوحة في هذا المجال هناك حوالي 2.5 وظيفة خبير نفسي كمي شاغرة، وبسبب قلة المتقدمين في هذا المجال، أنشأ نمط منظمة علماء النفس الأمريكية (APA) فرقة عمل لدراسة وضع علم النفس الكمي والتنبؤ مستقبله خاصة أن المتقدمين المحليين في الولايات المتحدة في تناقص، فيأتي غالبية المتقدمين الدوليين من بلدان آسيا وخاصة كوريا الجنوبية والصين. استجابةً لنقص المتقدمين المؤهلين، قام مجلس ممثلي APA  بإنشاء فرقة عمل خاصة في عام 2006 برئاسة ليونا أيكن من جامعة ولاية أريزونا.

## المجالات البحثية

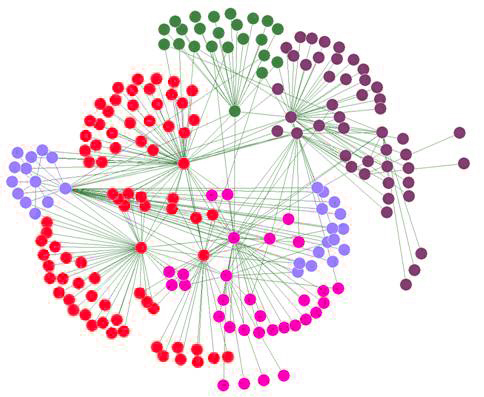
مثال على رسم بياني للشبكة الاجتماعية.

لدى علماء النفس الكمي عموماً مجال رئيسي للاهتمام. أبرز مجالات البحث في القياس النفسي تشمل نظرية التجاوب مع المفردات و الاختبار التكيفي المحوسب التي تركز على التعليم واختبار الذكاء. تشتمل مجالات البحوث الأخرى على نماذج من العمليات النفسية من خلال تحليل السلاسل الزمنية، مثل جمع بيانات الرنين المغناطيسي الوظيفي ونمذجة المعادلة الهيكلية وتحليل الشبكات الاجتماعية ونظرية القرار والوراثة الإحصائية.
يوجد اثنان من أنواع الاختبارات النفسية الشائعة وهما: اختبارات القدرات والتي من المفترض أن تقيس القدرة الفكرية الخام، واختبارات الشخصية التي تهدف إلى تقييم الطابع المزاج وكيفية التعامل مع المشاكل.
تقوم نظرية التجاوب مع المفردات على تطبيق النماذج الرياضية المتعلقة ببيانات الاختبار، حيث تُعتبر عموماً متفوقة على نظرية الاختبار الكلاسيكي، وهي الأسلوب المفضل لوضع المقاييس في الولايات المتحدة خاصة في حالة طلب القرارات المُثلى، كما هو الحال في ما يسمى الاختبارات عالية المخاطر كاختبار تقييم الخريجين (GRE) اختبار ماجستير إدارة الأعمال (GMAT).

## المنظمات المهنية
يتم خدمة مجال علم النفس الكمي من قبل العديد من المنظمات العلمية، مثل جمعية القياس النفسي والشعبة 5 من جمعية علم النفس الأمريكية (التقييم والقياس والإحصاء) وجمعية علم  النفس التجريبي متعدد المتغيرات والجمعية الأوروبية للمنهجية. تشمل التخصصات المرتبطة على الإحصاء والرياضيات والقياسات والإحصاءات التعليمية وعلم الاجتماع والعلوم السياسية. 

## لمزيد من الاطلاع
- "Report of the Task Force for Increasing the Number of Quantitative Psychologists" (PDF). American Psychological Association. مؤرشف من الأصل (PDF) في 2017-08-29. اطلع عليه بتاريخ 2014-12-13.

## وصلات خارجية
- APA Division 5: Evaluation, Measurement and Statistics
- The Psychometric Society
- The Society of Multivariate Experimental Psychology
- The European Society for Methodology
- Society for Mathematical Psychology